# Eduarda Santos Lisboa
Eduarda Santos Lisboa (Aracaju, 1 augustus 1998), spelersnaam Duda, is een Braziliaans beachvolleyballer. Met Ana Patrícia Ramos werd ze zowel olympisch als wereldkampioen en won ze een gouden medaille bij de Pan-Amerikaanse Spelen. Met Ágatha Bednarczuk won ze tweemaal het eindklassement van de FIVB World Tour. Ze heeft tweemaal deelgenomen aan de Olympische Spelen. Daarnaast behaalde ze meerdere wereldtitels bij de junioren.

## Carrière

### 2012 tot en met 2016
Duda nam in 2012 met Drussyla Costa deel aan de wereldkampioenschappen onder 19 in Larnaca, waar het duo als vijfde eindigde. Het jaar daarop werd ze met Thais Rodrigues Ferreira in Mysłowice vice-wereldkampioen onder 23 achter het Duitse tweetal Victoria Bieneck en Isabel Schneider. Met Tainá Silva Bigi eindigde ze verder als negende bij de WK onder 21 in Umag en won ze de wereldtitel onder 19 in Porto. Daarnaast debuteerde Duda aan de zijde van Thais met een vijfde plaats in Durban in de FIVB World Tour. In 2014 prolongeerde Duda haar wereldtitel onder 19 met Andressa Cavalcanti Ramalho. Met Carol Horta en Tainá werd ze negende bij respectievelijk de WK onder 23 en de WK onder 21. Bovendien won Duda met Ana Patrícia Silva Ramos de gouden medaille bij de Olympische Jeugdspelen in Nanjing.
Van 2015 tot en met 2016 vormde Duda een team met Elize Maia. Het eerste seizoen speelden ze vier wedstrijden in de World Tour en eindigden ze enkel in de top tien. In Praag (derde) en Puerto Vallarta (tweede) haalde het duo bovendien het podium. Daarnaast waren ze actief op verschillende nationale en continentale toernooien. Het jaar daarop namen ze deel aan tien toernooien in de World Tour. Ze boekten overwinningen in Maceio en Fortaleza en eindigden als vierde in Olsztyn. Bovendien won ze met Ana Patrícia en Victoria Lopes respectievelijk de wereldtitels onder 21 in Luzern en onder 19 in Larnaca. In de binnenlandse en continentale competitie speelde ze naast Maia ook met Tainá enkele wedstrijden.

### 2017 tot en met 2021
Sinds 2017 vormt Duda een duo met Ágatha Bednarczuk. Ze begonnen het eerste seizoen met een tweede plaats in Fort Lauderdale, waarna een overwinning in Rio de Janeiro volgde. In Moskou en Den Haag eindigde het tweetal vervolgens als derde. Na een zeventiende plaats in Poreč en een vijfde plaats in Gstaad, haalden ze in Olsztyn met een derde plaats weer het podium. Bij de WK in Wenen kwamen Duda en Ágatha niet verder dan de zestiende finale waar ze werden uitgeschakeld door het Tsjechische duo Barbora Hermannová en Markéta Sluková. Na afloop van de WK eindigde het duo als tweede bij de World Tour Finals in Hamburg. Met Ana Patrícia prolongeerde ze bovendien haar wereldtitel onder 21 in Nanjing. Het daaropvolgende seizoen behaalden Duda en Ágatha bij negen reguliere FIVB-toernooien enkel toptienplaatsen. Ze boekten een overwinning (Itapema), een tweede plaats (Moskou), een derde plaats (Warschau) en twee vierde plaatsen (Xiamen en Gstaad). Daarnaast wonnen ze de Finals in Hamburg en sloten ze het seizoen af met de eindzege in de World Tour. 
Het jaar daarop nam het duo in aanloop naar de WK in Hamburg deel aan vijf internationale toernooien. Ze wonnen in Ostrava en behaalden onder meer een derde (Warschau) en vierde plaats (Jinjiang). In Hamburg bereikten Duda en Ágatha de achtste finale die verloren ging tegen het Russische tweetal Nadezjda Makrogoezova en Svetlana Cholomina. Na afloop deden ze mee aan vijf reguliere toernooien in de World Tour met onder meer een eerste (Tokio), derde (Wenen) en vierde plaats (Espinho) als resultaat. Bij de World Tour Finals in Rome eindigden ze als tweede. In 2021 namen Duda en Ágatha in aanloop naar de Spelen deel aan zeven internationale toernooien waarbij ze enkel toptienklasseringen noteerden. Het duo haalde vijf keer het podium; ze werden tweemaal eerste (Cancun en Gstaad), eenmaal tweede (Cancun) en tweemaal derde (Doha en Cancun). In Tokio kwamen ze bij het olympisch beachvolleybaltoernooi tot aan de achtste finale die werd verloren van de Duitse Laura Ludwig en Margareta Kozuch. In oktober eindigden ze als vijfde bij de seizoensfinale in Cagliari en in november wonnen ze het toernooi van Itapema. Ze behaalden daarmee voor de tweede keer de overwinning in het eindklassement van World Tour.

### 2022 tot heden
Het seizoen daarop wisselde Duda van partner naar Ana Patrícia. Het tweetal werd in Rome wereldkampioen door het Canadese duo Sophie Bukovec en Brandie Wilkerson in twee sets te verslaan. In de Beach Pro Tour – de opvolger van de World Tour – namen ze deel aan acht toernooien. Ze wonnen de toernooien van Gstaad en Uberlândia, eindigden als tweede bij de Final in Doha en behaalden derde plaatsen in Jurmala, Parijs en Kaapstad. In 2023 wonnen Duda en Ana Patrícia vijf van de tien Beach Pro Tour-toernooien waar ze aan mee deden (Ostrava, Gstaad, Hamburg, Parijs en João Pessoa). Bij de overige vijf toernooien kwamen ze tot een tweede plaats (Tepic) en twee derde plaatsen (Uberlândia en de seizoensfinale in Doha) en bereikten ze twee keer de kwartfinales (Doha en Montreal). Bij de WK in Tlaxcala won het duo zilver, nadat de finale verloren werd van het Amerikaanse tweetal Kelly Cheng en Sarah Hughes. Bij de Pan-Amerikaanse Spelen in Santiago wonnen Duda en Ana Patrícia de gouden medaille ten koste van Melissa Humana-Paredes en Brandie Wilkerson uit Canada.
Het jaar daarop deed het duo mee aan vijf wedstrijden in de mondiale competitie. Ze wonnen ze het Eilte16-toernooi van Brasilia en eindigden ze als vierde in Ostrava. Op basis van de olympische ranglijst waar Duda en Ana Patrícia bovenaan stonden, kwalificeerden ze zich voor de Olympische Spelen in Parijs. Daar veroverden ze het goud door in de finale opnieuw het Canadese duo Humana-Paredes en Wilkerson in drie sets te verslaan.

## Palmares
Kampioenschappen
- 2013:  WK U23
- 2013:  WK U19
- 2014:  WK U19
- 2014:  Olympische Jeugdspelen
- 2016:  WK U21
- 2016:  WK U19
- 2017:  WK U21
- 2019: 9e WK
- 2021: 9e OS
- 2022:  WK
- 2023:  WK
- 2023:  Pan-Amerikaanse Spelen
- 2024:  OS

FIVB World Tour
- 2015:  Praag Open
- 2015:  Puerto Vallarta Open
- 2016:  Maceio Open
- 2016:  Fortaleza Open
- 2017:  5* Fort Lauderdale
- 2017:  5* Rio de Janeiro
- 2017:  3* Moskou
- 2017:  3* Den Haag
- 2017:  4* Olsztyn
- 2017:  World Tour Finals Hamburg
- 2018:  4* Itapema
- 2018:  4* Warschau
- 2018:  4* Moskou

- 2018:  World Tour Finals Hamburg
- 2018:  FIVB World Tour
- 2019:  4* Ostrava
- 2019:  4* Warschau
- 2019:  4* Tokio
- 2019:  5* Wenen
- 2019:  World Tour Finals Rome
- 2021:  4* Doha
- 2021:  4* Cancun
- 2021:  4* Cancun
- 2021:  4* Cancun
- 2021:  4* Gstaad
- 2021:  4* Itapema
- 2021:  FIVB World Tour

Beach Pro Tour
- 2022:  Elite16 Jurmala
- 2022:  Elite16 Gstaad
- 2022:  Elite16 Parijs
- 2022:  Elite16 Kaapstad
- 2022:  Elite16 Uberlândia
- 2022:  Beach Pro Tour Final
- 2023:  Elite16 Tepic
- 2023:  Elite16 Uberlândia
- 2023:  Elite16 Ostrava
- 2023:  Elite16 Gstaad
- 2023:  Elite16 Hamburg
- 2023:  Elite16 Parijs
- 2023:  Elite16 João Pessoa
- 2023:  Beach Pro Tour Final
- 2024:  Elite16 Brasilia
- 2025:  Elite16 Brasilia